# (4042) Okhotsk
(4042) Okhotsk ist ein Asteroid des Hauptgürtels, der am 15. Januar 1989 von den japanischen Astronomen Kin Endate und Kazurō Watanabe am Kitami-Observatorium (IAU-Code 400) in der Unterpräfektur Okhotsk auf der japanischen Insel Hokkaidō entdeckt wurde.
Der Asteroid ist nach dem Ochotskischen Meer benannt.